# ABNアムロ・オープン
ABNアムロ・オープン（英: ABN AMRO Open）は、オランダ・ロッテルダムのアホイ・ロッテルダムで開催されるATPツアートーナメント。1974年の第1回大会よりオランダに本店を置く銀行グループのABNアムロ銀行が冠スポンサーを務めている。

## 概要
サーフェスは室内ハードコート、大会の格はATPツアー500に属す。2004年からは同国のテニス選手であるリカルト・クライチェクがトーナメント・ディレクターを務めている。
1984年のシングルス決勝、イワン・レンドル（チェコスロバキア）対ジミー・コナーズ（アメリカ）戦が第2セット途中で中断されているが、これは試合中に会場で爆弾騒ぎが起こり、会場が一時封鎖された事によるものである。この騒ぎの後結局試合を再開する事は出来ず、この年に限り試合未消化として両者を準優勝者として扱い、それぞれに決勝進出分のポイントと賞金が与えられている。

## 大会歴代優勝者

### シングルス
| 年               | 優勝                             | 準優勝                            | 試合結果                |
| ---------------- | -------------------------------- | --------------------------------- | ----------------------- |
| 2025             | カルロス・アルカラス             | アレックス・デミノー              | 6-4, 3-6, 6-2           |
| 2024             | ヤニック・シナー                 | アレックス・デミノー              | 7-5, 6-4                |
| 2023             | ダニール・メドベージェフ         | ヤニック・シナー                  | 5-7, 6-2, 6-2           |
| 2022             | フェリックス・オジェ＝アリアシム | ステファノス・チチパス            | 6-4, 6-2                |
| 2021             | アンドレイ・ルブレフ             | マートン・フチョビッチ            | 7-6(7-4), 6-4           |
| 2020             | ガエル・モンフィス               | フェリックス・オジェ＝アリアシム  | 6-2, 6-4                |
| 2019             | ガエル・モンフィス               | スタン・ワウリンカ                | 6-3, 1-6, 6-2           |
| 2018             | ロジャー・フェデラー             | グリゴール・ディミトロフ          | 6-2, 6-2                |
| 2017             | ジョー＝ウィルフリード・ツォンガ | ダビド・ゴファン                  | 4-6, 6-4, 6-1           |
| 2016             | マルティン・クリザン             | ガエル・モンフィス                | 6-7(1-7), 6-3, 6-1      |
| 2015             | スタン・ワウリンカ               | トマーシュ・ベルディハ            | 4-6, 6-3, 6-4           |
| 2014             | トマーシュ・ベルディハ           | マリン・チリッチ                  | 6-4, 6-2                |
| 2013             | フアン・マルティン・デル・ポトロ | ジュリアン・ベネトー              | 7-6(7-2), 6-3           |
| 2012             | ロジャー・フェデラー             | フアン・マルティン・デル・ポトロ  | 6-1, 6-4                |
| 2011             | ロビン・セーデリング             | ジョー＝ウィルフリード・ツォンガ  | 6-3, 3-6, 6-3           |
| 2010             | ロビン・セーデリング             | ミハイル・ユージニー              | 6-4, 2-0 途中棄権       |
| 2009             | アンディ・マリー                 | ラファエル・ナダル                | 6-3, 4-6, 6-0           |
| 2008             | ミカエル・ロドラ                 | ロビン・セーデリング              | 6-7(3-7), 6-3, 7-6(7-4) |
| 2007             | ミハイル・ユージニー             | イワン・リュビチッチ              | 6-2, 6-4                |
| 2006             | ラデク・ステパネク               | クリストフ・ロクス                | 6-0, 6-3                |
| 2005             | ロジャー・フェデラー             | イワン・リュビチッチ              | 5-7, 7-5, 7-6(7-5)      |
| 2004             | レイトン・ヒューイット           | フアン・カルロス・フェレーロ      | 6-7(1-7), 7-5, 6-4      |
| 2003             | マックス・ミルヌイ               | レーモン・スロイター              | 7-6(7-3), 6-4           |
| 2002             | ニコラ・エスクード               | ティム・ヘンマン                  | 3-6, 7-6(8-6), 6-4      |
| 2001             | ニコラ・エスクード               | ロジャー・フェデラー              | 7-5, 3-6, 7-6(7-5)      |
| 2000             | セドリック・ピオリーン           | ティム・ヘンマン                  | 6-7(3-7), 6-4, 7-6(7-4) |
| 1999             | エフゲニー・カフェルニコフ       | ティム・ヘンマン                  | 6-2, 7-6(7-3)           |
| ↑ ATPツアー500 ↑ |                                  |                                   |                         |
| 1998             | ヤン・シーメリンク               | トーマス・ヨハンソン              | 7-6(7-2), 6-2           |
| 1997             | リカルト・クライチェク           | ダニエル・バチェク                | 7-6(7-4), 7-6(7-5)      |
| 1996             | ゴラン・イワニセビッチ           | エフゲニー・カフェルニコフ        | 6-4, 3-6, 6-3           |
| 1995             | リカルト・クライチェク           | ポール・ハーフース                | 7-6(7-5), 6-4           |
| 1994             | ミヒャエル・シュティヒ           | ウェイン・フェレイラ              | 4-6, 6-3, 6-0           |
| 1993             | アンダース・ヤリード             | カレル・ノバチェク                | 6-3, 7-5                |
| 1992             | ボリス・ベッカー                 | アレクサンドル・ボルコフ          | 7-6(11-9), 4-6, 6-2     |
| 1991             | オマール・カンポレーゼ           | イワン・レンドル                  | 3-6, 7-6(7-4), 7-6(7-4) |
| 1990             | ブラッド・ギルバート             | ヨナス・スベンソン                | 6-1, 6-3                |
| ↑ ATPツアー250 ↑ |                                  |                                   |                         |
| 1989             | ヤコブ・ラセク                   | アンダース・ヤリード              | 6-1, 7-5                |
| 1988             | ステファン・エドベリ             | ミロスラフ・メチージュ            | 7-6, 6-2                |
| 1987             | ステファン・エドベリ             | ジョン・マッケンロー              | 3-6, 6-3, 6-1           |
| 1986             | ヨアキム・ニーストロム           | アンダース・ヤリード              | 6-0, 6-3                |
| 1985             | ミロスラフ・メチージュ           | ヤコブ・ラセク                    | 6-1, 6-2                |
| 1984             |                                  | イワン・レンドル ジミー・コナーズ | 6-0, 1-0 試合未消化     |
| 1983             | ジーン・メイヤー                 | ギリェルモ・ビラス                | 6-1, 7-6                |
| 1982             | ギリェルモ・ビラス               | ジミー・コナーズ                  | 0-6, 6-2, 6-4           |
| 1981             | ジミー・コナーズ                 | ジーン・メイヤー                  | 6-1, 2-6, 6-2           |
| 1980             | ハインツ・ギュンタード           | ジーン・メイヤー                  | 6-2, 6-4                |
| 1979             | ビョルン・ボルグ                 | ジョン・マッケンロー              | 6-4, 6-2                |
| 1978             | ジミー・コナーズ                 | ラウル・ラミレス                  | 7-5, 7-5                |
| 1977             | ディック・ストックトン           | イリ・ナスターゼ                  | 2-6, 6-3, 6-3           |
| 1976             | アーサー・アッシュ               | ボブ・ルッツ                      | 6-3, 6-3                |
| 1975             | アーサー・アッシュ               | トム・オッカー                    | 3-6, 6-2, 6-4           |
| 1974             | トム・オッカー                   | トム・ゴーマン                    | 3-6, 7-6(7-3), 6-1      |
| 1973             | 開催なし                         | 開催なし                          | 開催なし                |
| 1972             | アーサー・アッシュ               | トム・オッカー                    | 3-6, 6-2, 6-1           |

### ダブルス
| 年               | 優勝                                              | 準優勝                                              | 試合結果                |
| ---------------- | ------------------------------------------------- | --------------------------------------------------- | ----------------------- |
| 2020             | ピエール＝ユーグ・エルベール ニコラ・マユ         | ヘンリ・コンティネン ヤン＝レナルト・シュトルフ     | 7-6(7-5), 4-6, [10-7]   |
| 2019             | ヘンリ・コンティネン ジェレミー・シャルディー     | ホリア・テカウ ジャン＝ジュリアン・ロジェ           | 7-6(7-5), 7-6(7-4)      |
| 2018             | ピエール＝ユーグ・エルベール ニコラ・マユ         | オリバー・マラチ マテ・パビッチ                     | 6-1, 6-3                |
| 2017             | イワン・ドディグ マルセル・グラノリェルス         | ヴェスレイ・コールホフ マトウェー・ミッデルコープ   | 7-6(7-5), 6-3           |
| 2016             | ニコラ・マユ バセク・ポシュピシル                 | フィリップ・ペッシュナー アレクサンダー・ペヤ       | 7-6(7-2), 6-4           |
| 2015             | ジャン＝ジュリアン・ロイヤー ホリア・テカウ       | ジェイミー・マリー ジョン・ピアーズ                 | 3-6, 6-3, [10-8]        |
| 2014             | ニコラ・マユ ミカエル・ロドラ                     | ジャン＝ジュリアン・ロイヤー ホリア・テカウ         | 6-2, 7-6(7-4)           |
| 2013             | ロベルト・リンドステット ネナド・ジモニッチ       | ティーモ・デ・バッカー イェッセ・フータ・ガルング   | 5-7, 6-3, [10-8]        |
| 2012             | ミカエル・ロドラ ネナド・ジモニッチ               | ロベルト・リンドステット ホリア・テカウ             | 4-6, 7-5, [16-14]       |
| 2011             | ユルゲン・メルツァー フィリップ・ペッシュナー     | ミカエル・ロドラ ネナド・ジモニッチ                 | 6-4, 3-6, [10-5]        |
| 2010             | ダニエル・ネスター ネナド・ジモニッチ             | シーモン・アスペリン ポール・ハンリー               | 6-4, 4-6, [10-7]        |
| 2009             | ダニエル・ネスター ネナド・ジモニッチ             | ルーカス・ドロウヒー リーンダー・パエス             | 6-2, 7-5                |
| 2008             | トマーシュ・ベルディハ ドミトリー・トゥルスノフ   | フィリップ・コールシュライバー ミハイル・ユージニー | 7-5, 3-6, [10-7]        |
| 2007             | マルティン・ダム リーンダー・パエス               | アンドレイ・パベル アレクサンダー・ワスケ           | 6-3, 6-7(5-7), [10-7]   |
| 2006             | ポール・ハンリー ケビン・ウリエット               | ジョナサン・エルリック アンディ・ラム               | 7-6(7-4), 7-6(7-2)      |
| 2005             | ジョナサン・エルリック アンディ・ラム             | シリル・スーク パベル・ビズネル                     | 6-4, 4-6, 6-3           |
| 2004             | ポール・ハンリー ラデク・ステパネク               | ジョナサン・エルリック アンディ・ラム               | 5-7, 7-6(7-5), 7-5      |
| 2003             | ウェイン・アーサーズ ポール・ハンリー             | ロジャー・フェデラー マックス・ミルヌイ             | 7-6(7-4), 6-2           |
| 2002             | ロジャー・フェデラー マックス・ミルヌイ           | マーク・ノールズ ダニエル・ネスター                 | 4-6, 6-3, [10-4]        |
| 2001             | ヨナス・ビョルクマン ロジャー・フェデラー         | ペトル・パーラ パベル・ビズネル                     | 6-3, 6-0                |
| 2000             | デビッド・アダムズ ジョン＝ラフニー・デ・ヤーガー | ティム・ヘンマン エフゲニー・カフェルニコフ         | 5-7, 6-2, 6-3           |
| 1999             | デビッド・アダムズ ジョン＝ラフニー・デ・ヤーガー | ニール・ブロード ピーター・トラマッチ               | 6-7(5-7), 6-3, 6-4      |
| ↑ ATPツアー500 ↑ |                                                   |                                                     |                         |
| 1998             | ヤッコ・エルティン ポール・ハーフース             | ニール・ブロード ピート・ノーバル                   | 7-6, 6-3                |
| 1997             | ヤッコ・エルティン ポール・ハーフース             | リボール・ピメク バイロン・タルボット               | 7-6(7-5), 6-4           |
| 1996             | デビッド・アダムズ マリウス・バーナード           | ヘンドリク・ヤン・ダーヴィッツ シリル・スーク       | 6-3, 5-7, 7-6           |
| 1995             | マルティン・ダム アンダース・ヤリード             | トマス・カルボネル フランシスコ・ロイグ             | 6-3, 6-2                |
| 1994             | ジェレミー・ベイツ ヨナス・ビョルクマン           | ヤッコ・エルティン ポール・ハーフース               | 6-4, 6-1                |
| 1993             | ヘンリク・ホルム アンダース・ヤリード             | デビッド・アダムズ アンドレイ・オルホフスキー       | 6-4, 7-6                |
| 1992             | マルク＝ケビン・ゲルナー ダーヴィト・プリノジル   | ポール・ハーフース マルク・クーフェルマンス         | 6-2, 6-7, 7-6           |
| 1991             | パトリック・ガルブレイス アンダース・ヤリード     | スティーブ・デフリース デビッド・マクファーソン     | 7-6, 6-2                |
| 1990             | レオナルド・ラバージェ ジョルジュ・ロサーノ       | ディエゴ・ナルジーソ ニコラス・ペレイラ             | 6-3, 7-6                |
| ↑ ATPツアー250 ↑ |                                                   |                                                     |                         |
| 1989             | ミロスラフ・メチージュ ミラン・シュレイベル       | ヤン・グンナルソン マグヌス・グスタフソン           | 7-6, 6-0                |
| 1988             | パトリック・キューネン トーレ・マイネッケ         | マグヌス・グスタフソン ディエゴ・ナルジーソ         | 7-6, 7-6                |
| 1987             | ステファン・エドベリ アンダース・ヤリード         | チップ・フーパー マイク・リーチ                     | 3-6, 6-3, 6-4           |
| 1986             | ステファン・エドベリ スロボダン・ジヴォイノビッチ | ヴォイチェフ・フィバク マット・ミッチェル           | 2-6, 6-3, 6-2           |
| 1985             | トマシュ・スミッド パベル・ビズネル               | ビタス・ゲルレイティス ポール・マクナミー           | 6-4, 6-4                |
| 1984             | ケビン・カレン ヴォイチェフ・フィバク             | フリッツ・ビューニング ファーディ・テイガン         | 6-4, 6-4                |
| 1983             | フリッツ・ビューニング トム・ガリクソン           | ピーター・フレミング パベル・スロジル               | 7-6, 4-6, 7-6           |
| 1982             | マーク・エドモンドソン シャーウッド・スチュワート | フリッツ・ビューニング ケビン・カレン               | 7-5, 6-2                |
| 1981             | フリッツ・ビューニング ファーディ・テイガン       | ジーン・メイヤー サンディ・メイヤー                 | 7-6, 1-6, 6-4           |
| 1980             | ビジャイ・アムリトラジ スタン・スミス             | ビル・スキャンロン ブライアン・ティーチャー         | 6-4, 6-3                |
| 1979             | ピーター・フレミング ジョン・マッケンロー         | ハインツ・ギュンタード バーナード・ミトン           | 6-4, 6-4                |
| 1978             | フレッド・マクネア ラウル・ラミレス               | ボブ・ルッツ スタン・スミス                         | 6-2, 6-3                |
| 1977             | ヴォイチェフ・フィバク トム・オッカー             | ビジャイ・アムリトラジ ディック・ストックトン       | 6-4, 6-4                |
| 1976             | ロッド・レーバー フルー・マクミラン               | アーサー・アッシュ トム・オッカー                   | 6-1, 6-7(4-7), 7-6(7-5) |
| 1975             | ボブ・ヒューイット フルー・マクミラン             | ホセ・イゲラス バラージュ・タローツィ               | 6-2, 6-2                |
| 1974             | ボブ・ヒューイット フルー・マクミラン             | ピエール・バルテ イリ・ナスターゼ                   | 3-6, 6-4, 6-3           |
| 1973             | 開催なし                                          | 開催なし                                            | 開催なし                |
| 1972             | ロイ・エマーソン ジョン・ニューカム               | アーサー・アッシュ ボブ・ルッツ                     | 6-2, 6-3                |